# Abies flinckii
Abies flinckii Rushforth, 1989, è una specie di abete appartenente alla famiglia delle Pinaceae, endemica di alcune località di montagna degli stati di Jalisco e Michoacán, in Messico.

## Etimologia
Il nome generico Abies, utilizzato già dai latini, potrebbe, secondo un'interpretazione etimologica, derivare dalla parola greca ἄβιος = longevo. Il nome specifico flinckii è in onore del botanico Karl Evert Flinck.

## Descrizione

### Portamento
Albero alto fino a 25-35 m, con tronco che può raggiungere 1 m di diametro, con rami che tendono a propagarsi orizzontalmente in prossimità della cima.

### Foglie
Le foglie sono aghiformi, lunghe 3,5-7 cm (tra le più grandi nel genere Abies), sono verdi superiormente, con due bande bianche di stomi inferiormente, a forma attorcigliata o dritta. Le gemme sono resinose.

### Frutti
Gli strobili femminili sono oblunghi-conici, lunghi 12-16 cm e larghi fino a 4,5 cm, con un corto stelo di un cm; i semi sono lunghi circa 1  cm, di colore marrone chiaro, con parte alata lunga 2,5 cm. Vengono rilasciati dai coni in novembre.

### Corteccia
La corteccia è di colore grigio, liscia da giovane e nella parte sommitale del fusto, solcata e rugosa negli esemplari anziani alla base dello stesso.

## Distribuzione e habitat
Frequenta i pendii montani rivolti a settentrione con clima oceanico fresco e umido (precipitazioni annue superiori a 1.000 mm), a quote comprese tra i 1.800 e i 4.000 m. I boschi puri sono rari, prediligendo le formazioni miste con Abies religiosa, Cupressus lusitanica, Pinus ayacahuite, Pinus hartwegii, Pinus michoacana, Pinus montezumae e Pinus pseudostrobus alle alte quote. Alle basse quote si rinviene in associazione con specie dei generi Quercus, Juniperus e Arbutus. Tra le specie arbustive dominanti si annoverano Arbutus xalapensis, Baccharis vaccinioides, Cestrum guatemalense, Litsea glaucescens, Rubus trilobus, Salvia cinnabarina e Sambucus mexicana.

## Tassonomia
La classificazione di questo taxon non è ancora pienamente risolta ed esistono altre interpretazioni, come quella recente (1995) di Govaerts, che lo ritiene indistinto da A. guatemalensis o quella, ancor più recente (2010), di Farjon, che lo considera una varietà di A. guatemalensis. Rushforth, per la sua interpretazione di taxon come specie distinta, si è avvalso tuttavia di studi effettuati direttamente sul campo, su campioni vivi, e non sulle collezioni di esemplari conservati nell'herbarium dei Kew Gardens, come gli altri autori.

## Usi
Il suo legno, nel passato, veniva sfruttato abbondantemente per la produzione di carbone vegetale, essendo questa una varietà che si rinviene in località più accessibili; nonostante che attualmente la maggior parte delle subpopolazioni vegetino in aree protette, lo sfruttamento illegale è ancora presente.

## Conservazione
Si conoscono 11-12 località dove questa varietà vegeta, con un areale stimato di 48 km²; non vi sono dati certi sui rischi specifici ai quali è sottoposta, per cui è inserita precauzionalmente come specie prossima alla minaccia (near threatened in inglese) nella Lista rossa IUCN.